# یالبارستو
یالبارستو (به لاتین: Jolborstu) یک روستا در قرقیزستان است که در استان جلال‌آباد واقع شده‌است. یالبارستو ۷۱۳ نفر جمعیت دارد و ۱٬۱۷۰ متر بالاتر از سطح دریا واقع شده‌است.